# Palekastro
Palekastro (griechisch Παλαίκαστρο (n. sg.)) ist ein bäuerliches Dorf im Osten der griechischen Insel Kreta in unmittelbarer Nähe des bekannten Palmenstrandes von Vai. Seit der Verwaltungsreform 2010 bildet das Dorf zusammen mit zahlreichen kleineren Siedlungen und Weilern die Ortsgemeinschaft Palekastro (Τοπική Κοινότητα Παλαικάστρου Topikí Kinótita Palékastrou) im Gemeindebezirk Itanos der Gemeinde Sitia und zählt insgesamt 1275 Einwohnern. 2017 erfolgte die Eingliederung der Ortsgemeinschaft Mitatou.

## Lage

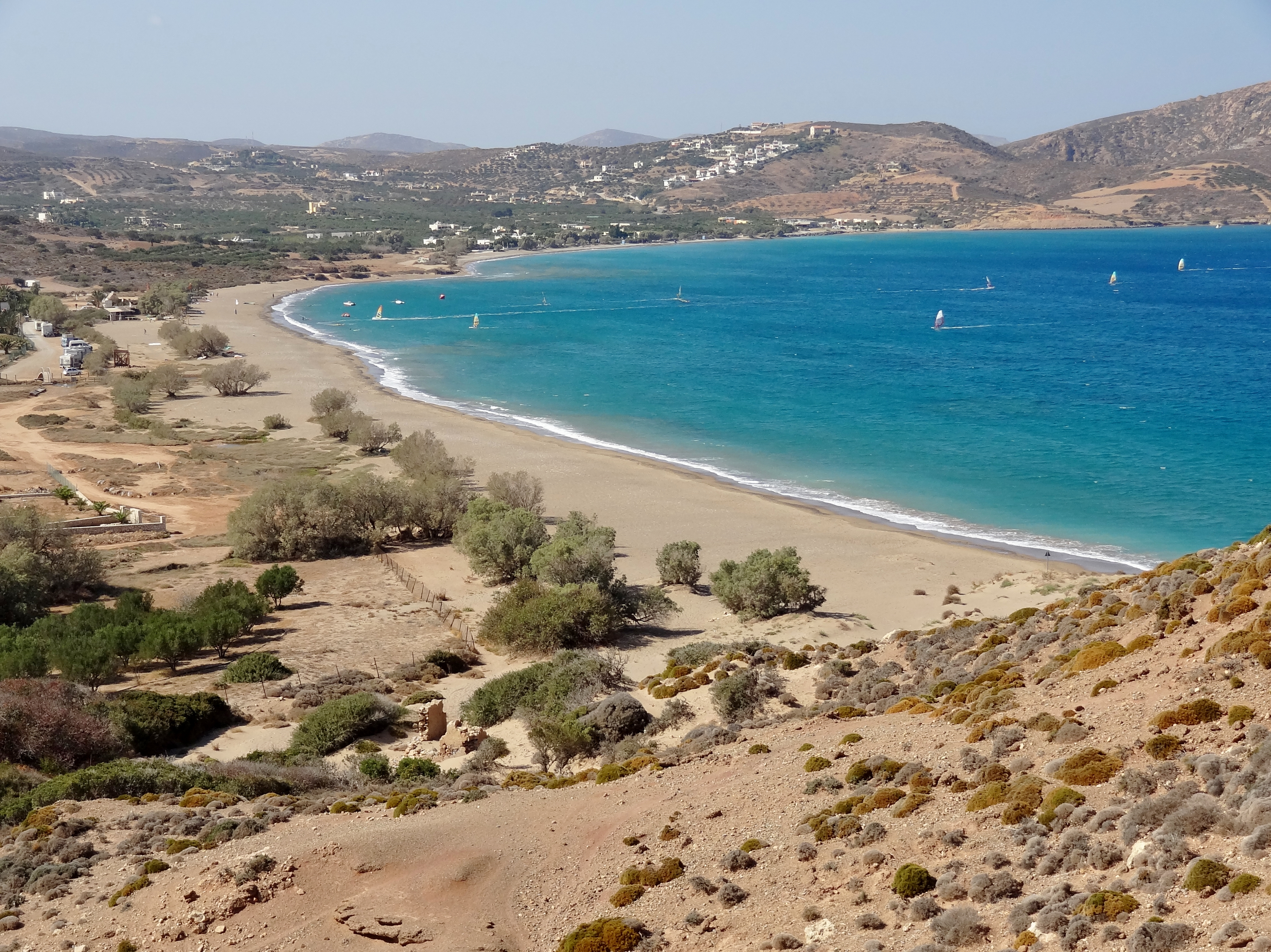
Kouremenos Beach

Die Ortsgemeinschaft Palekastro erstreckt sich über 113,562 km² im äußersten Nordosten Kretas. Das Dorf ist bislang vom Massentourismus verschont geblieben. Nach wie vor lebt ein Teil der knapp 1000 Einwohner in der Hauptsache von der Landwirtschaft. Sie bauen Oliven und Wein an, es gibt noch hauptberufliche Fischer, denen es aber wegen der massiven Überfischung des Meeres immer schwerer fällt, reichhaltige Fänge an Land zu ziehen. Tourismus ist Nebenerwerb. Die Region wird fast ausnahmslos von Individualreisenden besucht, die die Unberührtheit der Landschaft, die zahlreichen teils einsamen Strände und die Gelassenheit der Bewohner schätzen.
Am Ostrand des Dorfes thront, weithin sichtbar, der  Tafelberg Kastri, der dem Dorf zu venezianischen Zeiten seinen Namen gab. Auf dem flachen Gipfel hatten die venezianischen Handelsherren eine Festung errichtet, von der heute kaum noch etwas übrig ist. Im Laufe der Jahrhunderte wurden die Steine abgetragen und zum Hausbau genutzt. Wer heute dort hinaufklettert (ca. 30 Minuten von den Stränden Chiona oder Kouremenos), kann einen einmaligen Blick über das Dorf, die Strände und die Berge genießen.

## Geschichte

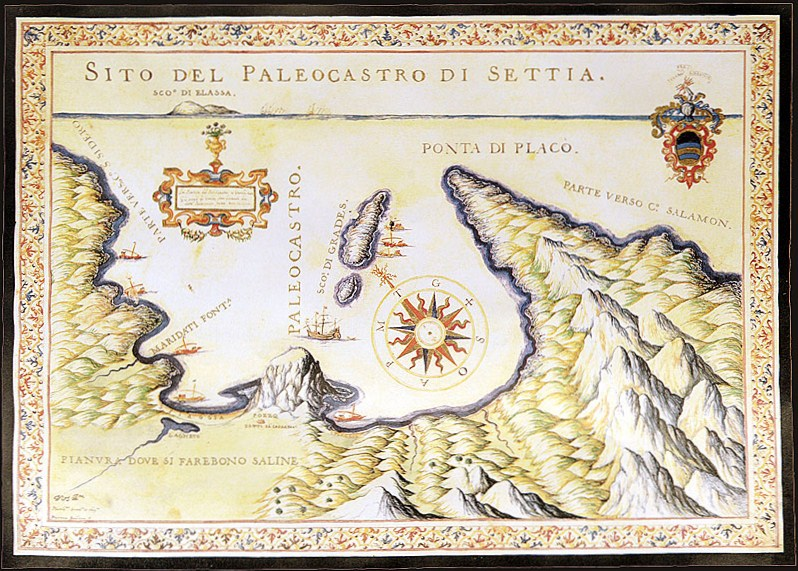
Paleocastro in venezianischer Zeit

Die von englischen Archäologen ausgegrabene, sehr weitläufige minoische Handelssiedlung Roussolakkos in unmittelbarer Nähe des Chiona-Strandes beweist, dass die Region im äußersten Osten der Insel Kreta offenbar eines der wichtigsten Handelszentren der minoischen Kultur war. Der nordöstlich von Palekastro gelegene antike Hafen von Itanos, der heute mehrere Meter unter der Wasserlinie liegt, wurde erst zu dorischer Zeit voll ausgebaut.

### Die Ausgrabungsstätte Roussolakkos

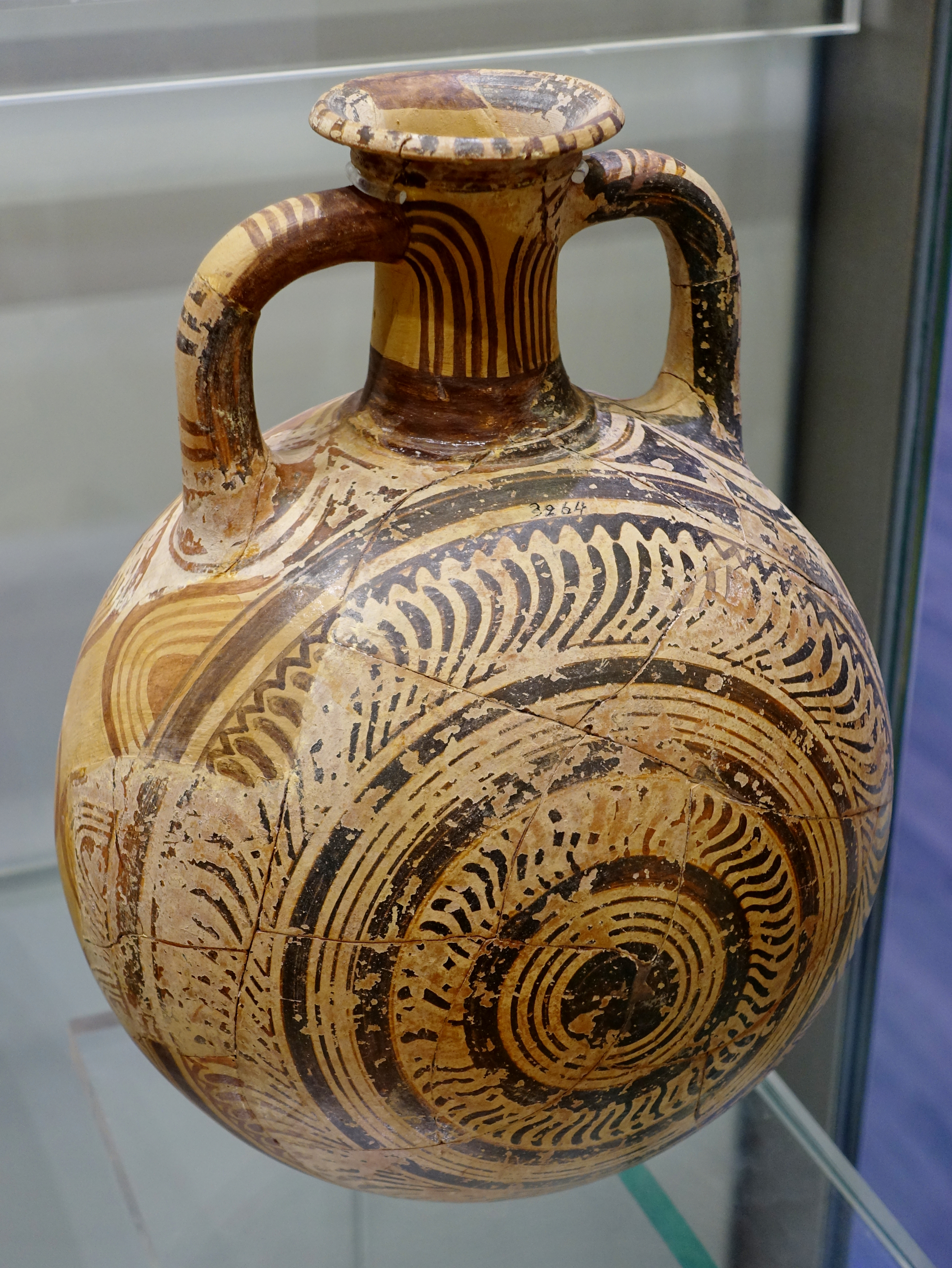
Vase aus Roussolakkos

Die minoische Stadt, deren Entstehung auf die Bronzezeit zurückgeht, liegt etwa zwei Kilometer östlich von Palekastro und 230 Meter südwestlich des Chiona-Strandes. Die Stadt wurde 1902 von Robert Carr Bosanquet und Richard MacGillivray Dawkins von der britischen Schule für Archäologie in Athen ausgegraben. Roussolakkos blieb von jeglicher Plünderung verschont und barg einmalige Funde. Zu den schönsten Stücken gehört eine mit Gold verzierte Elfenbeinstatuette, der Kouros von Palaikastro. Die Statuette kann heute mit zahlreichen weiteren Funden im archäologischen Museum in Sitia betrachtet werden. Der Fund scheint nach neuester Forschung der bislang deutlichste Beleg dafür zu sein, dass das vom Knossos-Ausgräber Evans postulierte minoische Matriarchat nicht existierte. Roussolakkos ist ein Kunstname, der tatsächliche Name der Stadt war vermutlich Elia. Weitere Funde, wie die Gussformen von Palekastro, befinden sich im archäologischen Museum in Iraklio.

#### Größte Stadt im Osten
Die erste Besiedlung datiert auf die Vorpalastzeit. Während dieser Zeit entstand eine kleine Ansiedlung, die wie die anderen minoischen Siedlungen der Insel in einer großen Katastrophe unterging. Der Wiederaufbau geschah zeitgleich zu dem der Paläste und anderen minoischen Siedlungen der Insel, man schätzt, dass die Stadt in ihrer Blütezeit mehr als 50 Hektar umfasst haben muss. Wie andere minoische Städte war auch Roussolakkos unbefestigt.
Zusammen mit vielen anderen Städten der Insel wurde Roussolakkos am Ende der alten Palastzeit zerstört, danach wieder aufgebaut und wuchs zur größten minoischen Ansiedlung in Ostkreta heran. Mit der großen Ebene hinter ihr und einem Hafen, der durch den Kastri Hügel geschützt wurde, entwickelte sie sich zum wichtigsten Handelszentrum des Ostens. Die Stadt war nach Knossos die zweitgrößte der minoischen Epoche. Anfang der spätminoischen Zeit (SM I A) wurde die Küste von Palekastro von einem neun Meter hohen Tsunami zerstört, der infolge der Minoischen Eruption auf Thēra entstand. Die Ablagerungen des Tsunami enthalten Knochen von Nutztieren und Keramik zusammen mit vulkanischen Aschen des Ausbruchs und erlaubt so die Anwendung und den Vergleich von drei verschiedenen Datierungsmethoden.

#### Schwere Beschädigungen
Viele der alten Grabungsschnitte sind heute verfüllt. Während des Zweiten Weltkriegs und der Zeit danach wurde die archäologische Stätte vielfach beschädigt. Heute sind Häuser und Straßen mit einer langen Hauptstraße, die in Richtung Ost-West verläuft, sichtbar.
Im Süden wurde von den Briten auf dem Petsofas das minoische Gipfelheiligtum Petsophas ausgegraben. Es war eines der an Funden reichsten und wichtigsten minoischen Bergheiligtümer. Neben zahlreichen Steintafeln mit der Linearschrift A fand man eine große Zahl von Votivfiguren und Siegeln.  Murmeln aus Stein belegen den Gebrauch dieser Kinderspielzeuge bereits in minoischer Zeit.

#### World Monuments Fund
Roussolakkos wird vom World Monuments Fund als stark gefährdete archäologische Stätte eingestuft, da ein Konsortium aus Zypern plant, in unmittelbarer Nähe eine Hotelsiedlung aus dem Boden zu stampfen, der die Siedlung zum Opfer fallen könnte. Im Frühjahr 2004 begannen im Rahmen einer interdisziplinären Exkursion der British School of Athens und weiterer europäischer Universitäten erneut Ausgrabungen. Neueste Untersuchungen deuten darauf hin, dass sich unweit der jetzigen Ausgrabungsstätte ein weiterer minoischer Palast unter dem Schutt verbergen könnte.

### Hotelprojekt Cavo Sidero Resort
In unmittelbarer Nähe nördlich des Ortes Palekastro sollten 2008 unter der britischen Minoan-Gruppe die Bauarbeiten für das Cavo Sidero Resort beginnen, den mit 7000 Betten größten jemals errichten Hotelkomplex Griechenlands. Der Widerstand der Bevölkerung verhinderte bislang die Bauarbeiten. Vor allem die geplante Errichtung von drei Golfplätzen in dieser extrem trockenen Region Ostkretas stieß auf Ablehnung. Bei einer Anhörung vor dem höchsten griechischen Gericht in Athen im November 2008, bei der sowohl Befürwortern als auch Gegnern des Projekts Gelegenheit gegeben wurde, zum Bauvorhaben und ihren jeweiligen Positionen schriftlich Stellung zu nehmen, ließ die Vorsitzende Richterin durchblicken, dass die Planungen in ihrer jetzigen Phase sowohl gegen griechisches Recht als auch gegen die Satzungen des Netzwerks Natura 2000 verstießen. Am 3. Dezember 2010 entschied das Gericht, dass die schon unter der griechischen Regierung Karamanlis erteilte Baugenehmigung gegen geltendes Recht verstieß. Gleichzeitig zeigte es einen beschleunigten Bewerbungsprozess auf, zu dem die Minoan-Gruppe im Juli 2011 die Unterlagen einreichte. Eine deutlich reduzierte Planung von fünf Hotels mit zusammen 1936 Betten, nur noch einem 18-Loch-Golfplatz sowie einem Wellness-Center auf einer Fläche von insgesamt rund 22.120 Hektar wurde im März 2016 genehmigt. Dagegen erhobene Einwände wurden im Juni 2017 zurückgewiesen und die Baugenehmigung für unanfechtbar erklärt. Es gibt noch keine Hinweise auf einen Baubeginn (Stand: 2024).

## Touristische Einrichtungen und Wandermöglichkeiten

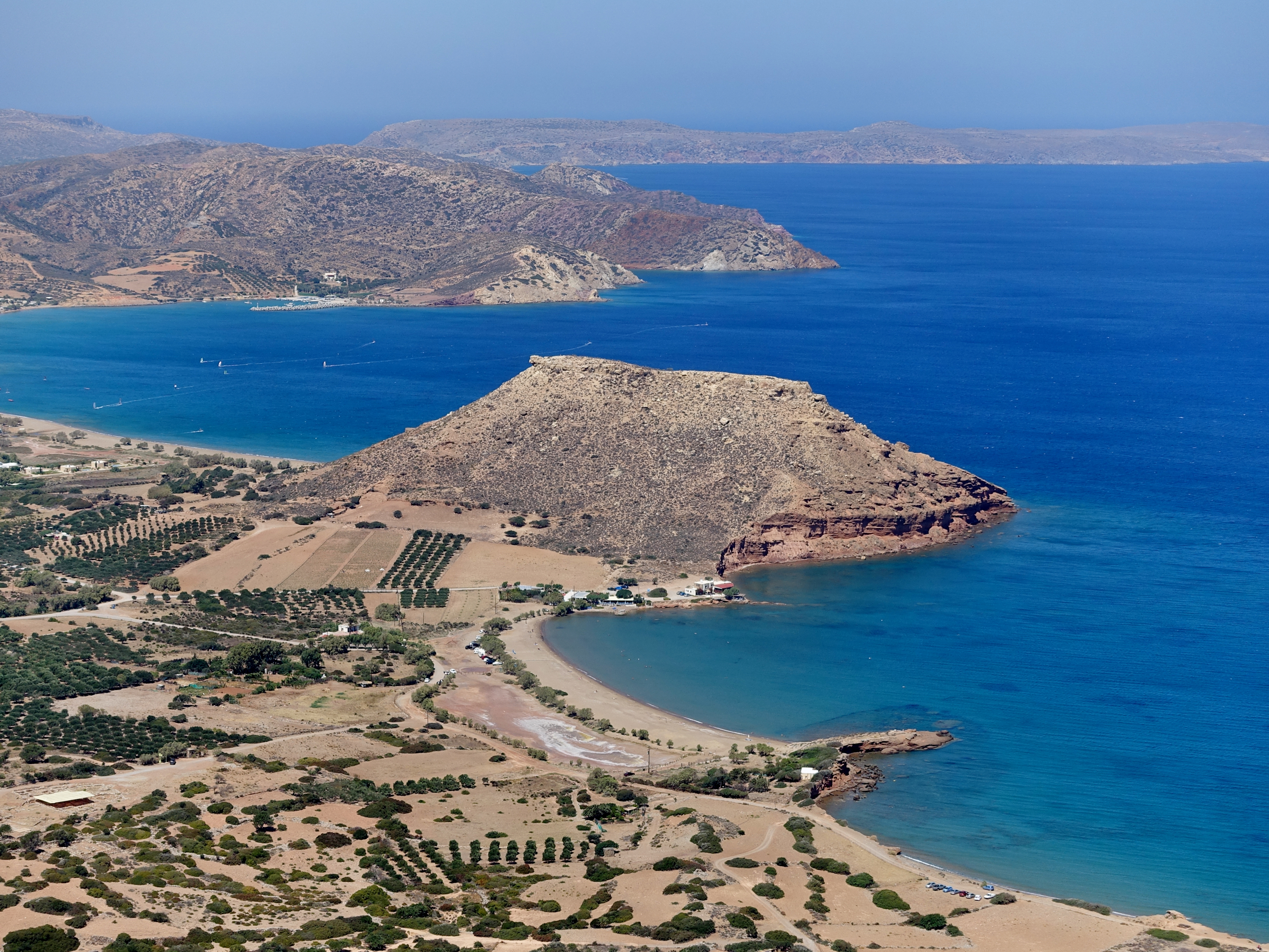
Panorama vom Petsophas auf den Tafelberg Kastri

Palekastro ist ein guter Standort für Wanderungen durch Ostkreta, Windsurfer finden am Strand von Kouremenos gute Bedingungen vor (eine Windsurfstation ist vor Ort).  Einfache Unterkünfte und Tavernen gibt es außer im Hauptdorf auch im benachbarten Hügeldorf Angathia und am Strand von Kouremenos.
Einen Überblick auf die Kaps, Buchten und vorgelagerten Inselchen der Ostküste erlaubt die kurze Wanderung auf den 255 Meter hohen Petsophas. Nördlich von Palekastro beginnt am Palmenstrand von Vai ein als Georoute ausgewiesener Küstenpfad, südlich des Ortes erreicht man beim Weiler Chochlakies den Eingang der Chochlakies-Schlucht. Noch ein Stück weiter südlich kann von Zakros aus dem Europäischen Fernwanderweg E4 durch die Schlucht der Toten bzw. inseleinwärts in Richtung Ziros gefolgt werden.